# Česká Ves
Česká Ves (německy Böhmischdorf, polsky Czeska Wieś) je obec, která se nachází ve Slezsku, v okrese Jeseník v Olomouckém kraji. Jde o řadovou ves rozprostřenou podél toku řeky Bělé na severovýchod od Jeseníka. Žije zde přibližně 2 300 obyvatel.

## Poloha
Obec Česká Ves sousedí na severovýchodě s obcemi Písečná a Supíkovice, na severozápadě s obcí Stará Červená Voda, na jihozápadě s obcí Lipová-lázně a s městem Jeseník a na jihovýchodě s obcí Mikulovice. Od okresního města Jeseník je vzdálena 3 km a od krajského města Olomouc 73,5 km.
Geomorfologicky patří Česká Ves k provincii Česká vysočina, subprovincii krkonošsko-jesenické (sudetské), oblasti jesenické (východosudetské), na rozhraní geomorfologického celku Rychlebské hory (podcelek Sokolský hřbet) a geomorfologického celku Zlatohorská vrchovina (podcelky Bělská pahorkatina a Rejvízská hornatina). Nejvyšším bodem je Studniční vrch (992 m n. m.) v Sokolském hřbetu, kde jsou dále např. Sokolí vrch (967 m n. m.), Jehlan (878 m n. m.), Černá hora (809 m n. m.). Na jih od řeky Bělé je nejvyšším bodem Zlatý chlum (892 m n. m.) s rozhlednou.
Území České Vsi patří do povodí Odry, resp. Kladské Nisy. Obcí protéká říčka Bělá, do níž ústí z obou stran několik drobných toků, zejména zleva potoky Lubina a Žlebník. V jihozápadní části katastru pramení říčka Vidnávka a nachází se řada pramenů jesenické soustavy, zejména Schindlerův, Finský, Jitřní, Večerní, Smrkový, Smrkový, Priessnitzův, Čeňkův, Diamantový, Jelení koupel a Šárka.
Území obce pokrývá ze 26 % zemědělská půda (9,5 % orná půda, 14,5 % louky a pastviny) a z téměř 68 % les.

## Historie
První jistá písemná zmínka o obci pochází z roku 1416, kdy byla v majetku frývaldovského rychtáře (fojta) Hynka Mušína z Hohenštejnu (tj. dnešní Hoštejn), pozdějšího příznivce husitů, a získala jméno pravděpodobně podle horníků pocházejících z Čech pozvaných v 14. století k dolování železné rudy a zlata. Je však pravděpodobné, že právě k ní se vztahují dřívější (1284) zmínky o vsi Valteřovice (Waltherovici, Waltheri villa). Součástí majetku frývaldovského fojtství byla do roku 1468, kdy je vdova po Hynčíkovi ze Šilperku prodala vratislavskému biskupovi. Od té doby patřila Česká Ves k panství Frývaldov (nyní Jeseník), které biskup do roku 1547 uděloval v léno, naposledy od roku 1506 Fuggerům, a poté držel přímo až do konce patrimoniální správy roku 1850. Vlastní fojtství – nikoli však již lenní – ve vsi existovalo již roku 1547. Česká Ves byla postižena opakovaným pleněním za třicetileté války a morovou epidemií roku 1627. Zvláště krutě se jí dotkly čarodějnickými procesy na Frývaldovsku v druhé polovině 17. století: bylo z ní upáleno šestnáct žen.
Novější rozvoj obce je spojen se založením továrny na výrobu železného zboží (nyní Řetězárna a.s.) roku 1894, která je dodnes nejvýznamnějším průmyslovým podnikem s vývozní tradicí. Římskokatolická farnost byla zřízena až roku 1929, po zbudování kostela. Německé obyvatelstvo bylo po druhé světové válce odsunuto, díky vlastnímu průmyslu a blízkosti okresního města Jeseník však je nyní Česká Ves jednou z obcí na Jesenicku s počtem obyvatel vyšším než před sto lety.
Česká Ves byla samostatnou obcí od počátku obecního zřízení roku 1850, do roku 1866 byla její částí (osadou) dnešní obec Písečná. K obci dále původně patřila část osady Gräfenberk (Lázně Jeseník), nyní součást města Jeseníku (proto je nyní katastr obce o 149 hektarů menší než v roce 1930). Sama Česká Ves byla součástí Jeseníku od 1. ledna 1976 až do 23. listopadu 1990. Česká Ves je členem Mikroregionu Jesenicko, svazku obcí vzniklého v roce 1999. Obec je také od roku 1993 členem Sdružení měst a obcí Jesenicka (SMOJ), které tvoří obce okresu Jeseník, a od roku 1997 Euroregionu Praděd.

### Váleční zajatci v obci
Za druhé světové války pracovalo v továrně na výrobu řetězů (dnes Řetězárna a.s.) na 60 anglických zajatců. Ti byli v roce 1943 rozděleni do jiných táborů a na jejich místo byli dosazeni sovětští váleční zajatci. Celkem prošlo táborem na 120 zajatců. Jeden zajatec ruské národnosti v továrně zahynul následkem úrazu při navážení materiálu. Zajatec se jmenoval Ivan Konarev, narodil se 1. 9. 1923 - 21. 10. 1943. Je pochován na místním hřbitově. Pomník je udržován místními občany.
Dále byl na místním hřbitově pochován francouzský válečný zajatec, který nepřežil shození bomb spojeneckými letadly 12. 12. 1944. Jmenoval se Raymond Leopold Bary, narodil se 14. 6. 1907 v Merville a zemřel 12. 12. 1944, byl pochován 17. 12. 1944. 10. června 1940 byl zajat a poslán pod číslem 43604 do Stalagu VIII B Lamsdorf. Poté byl přeložen do Stalagu VIII C Sagan a dále do Stalagu VIII D Teschen. Od 30. listopadu 1943 se stal volným dělníkem. Z počátku byl pohřben na hřbitově v Böhmischdorfu (sekce 2, řada 8, hrob 3). 23. srpna 1955 byly jeho tělesné ostatky vráceny rodině v Merville.
Dále v obci zemřeli dva polští nuceně nasazeni dělníci.

### Správní vývoj
Správní příslušnost České Vsi od roku 1848
- 1848 vévodství slezské, kraj opavský, Nisské knížectví, panství Frývaldov
- od 1. ledna 1850 do roku 1855 vévodství slezské, politický okres Frývaldov, soudní okres Frývaldov
- od roku 1855 do roku 1868 vévodství slezské, smíšený okres Frývaldov
- od roku 1868 do 30. listopadu 1928 vévodství slezské / země slezská, politický okres Frývaldov, soudní okres Frývaldov
- od 1. prosince 1928 do 31. ledna 1949 země moravskoslezská, politický okres Frývaldov (od 1947 Jeseník), soudní okres Frývaldov (od 1947 Jeseník)
  - kromě: od 1. října 1938 do května 1945 "sudetoněmecká území", od 15. dubna 1939 jako říšská župa Sudety / Reichsgau Sudetenland; (od 1. května 1939) vládní obvod Opava / Regierungsbezirk Troppau; (od 20. listopadu 1938) Landkreis Freiwaldau, Amtsgericht Freiwaldau
  - od 31. května 1945 Slezská expozitura země Moravskoslezské
- od 1. ledna 1949 do 30. června 1960 Olomoucký kraj, okres Jeseník
- od 1. července 1960 do 31. prosince 1995 Severomoravský kraj, okres Šumperk
- od 1. ledna 1996 do 31. prosince 1999 Severomoravský kraj, okres Jeseník
- od 1. ledna 2000 Olomoucký kraj, okres Jeseník

### Vývoj počtu obyvatel
Počet obyvatel České Vsi podle sčítání nebo jiných úředních záznamů:
| Rok            | 1869 | 1880 | 1890 | 1900 | 1910 | 1921 | 1930 | 1939 | 1947 | 1950 | 1961 | 1970 | 1980 | 1991 | 2001 |
| -------------- | ---- | ---- | ---- | ---- | ---- | ---- | ---- | ---- | ---- | ---- | ---- | ---- | ---- | ---- | ---- |
| Počet obyvatel | 2170 | 2218 | 2297 | 2446 | 2434 | 2560 | 2693 | 2767 | 1636 | 1511 | 1562 | 1437 | 1972 | 2277 | 2485 |

1. ↑  z toho: 33 Čechoslováků, 2610 Němců; 2575 řím. kat., 32 evang., 2 čsl., 27 židů, 22 starokatolíků, 34 bez vyzn.
2. ↑  z toho: 2307 Čechů, Moravanů a Slezanů, 103 Slováků, 20 Němců, 1 Polák; 649 řím. kat., 4 čsl. hus., 20 evang., 4 pravosl., 1537 bez vyzn.

V obci Česká Ves je evidováno 564 adres : 548 čísel popisných (trvalé objekty) a 16 čísel evidenčních (dočasné či rekreační objekty). Při sčítání lidu roku 2001 zde bylo napočteno 470 domů, z toho 453 trvale obydlených.

### Církevní správa
Z hlediska římskokatolické církevní správy spadá obec do farnosti Česká Ves, která patří do děkanátu Jeseník diecéze ostravsko-opavské.
Evangeličtí věřící patří k farnímu sboru v Jeseníku. Věřící Československé církve husitské patří k náboženské obci v Jeseníku, kde se nachází rovněž farnost pro pravoslavné věřící.

## Doprava
Českou Vsí vede železniční trať č. 292 (Železniční trať Šumperk–Krnov). V obci jsou zastávky této trati s názvy „Česká Ves“ a „Česká Ves bazén“.
Obcí prochází silnice I. třídy číslo 44 z hraničního přechodu v Mikulovicích a Písečné směrem na Jeseník, Velké Losiny a Rapotín, kde se napojuje na silnici číslo I/11.

## Stavby

### Kulturní památky
- římskokatolický farní kostel sv. Josefa, postavený v roce 1924–1926[20][21]
- budova šoltéství čp. 84, zmiňována již roku 1576[22]
- mramorový mariánský sloup z roku 1876 (sochař Rafael Kutzer)
- barokní kaple sv. Dominika, postavená roku 1775 na místě starší kaple zmiňované roku 1695 a od roku 1935 sloužící československé církvi, byla zbořena koncem 80. let 20. století.[20]

### Muzea
- Auto-moto veterán muzeum,[23] založené roku 1998
- Muzeum – historie obce a zajateckých táborů na Jesenicku

### Rozhledna
- Rozhledna poblíž vrcholu Zlatý chlum, otevřená roku 1899 Moravskoslezským sudetohorským spolkem, s výhledem na Jeseníky a do Polska.

## Galerie

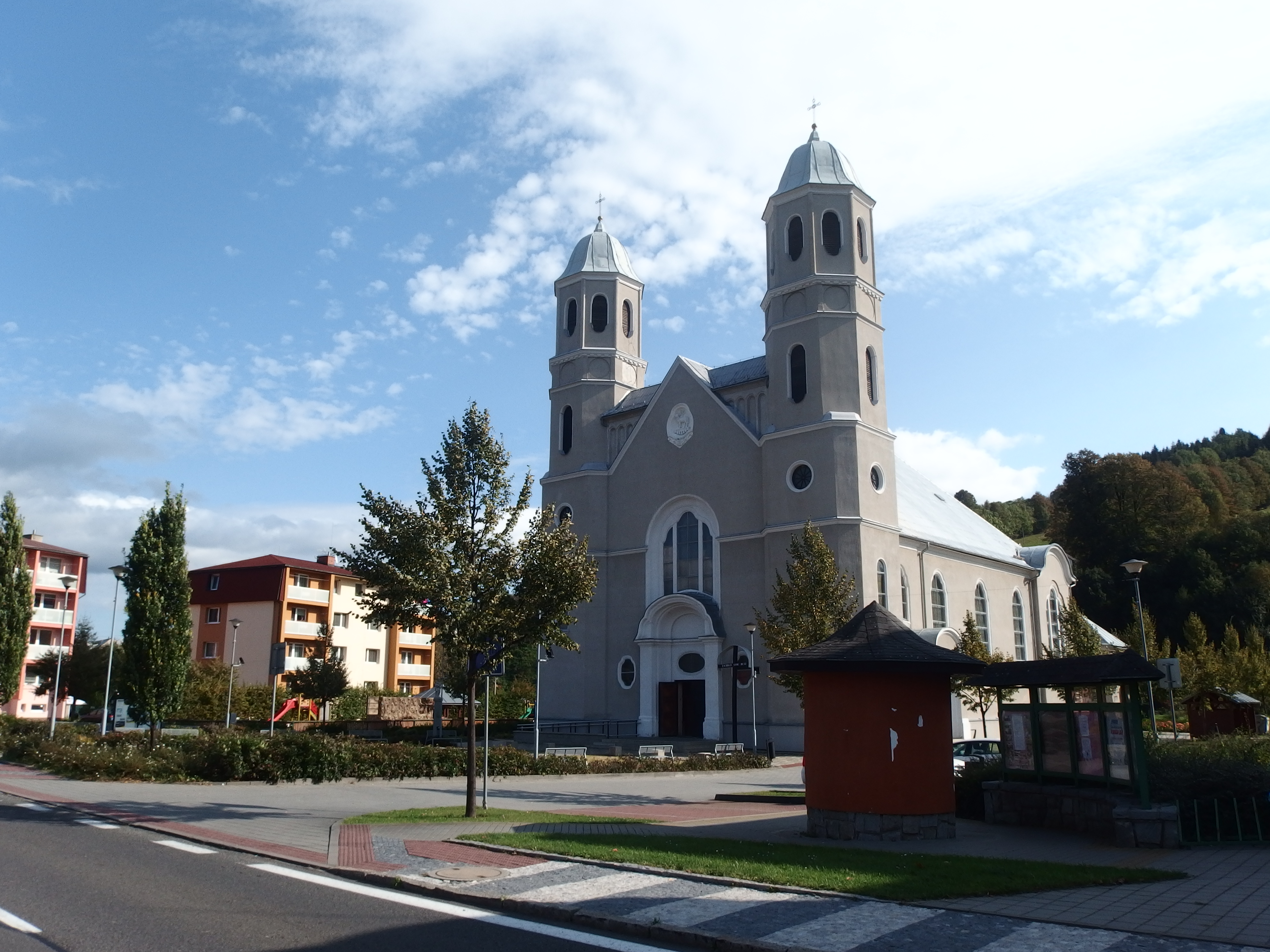
Kostel sv. Josefa z roku 1928
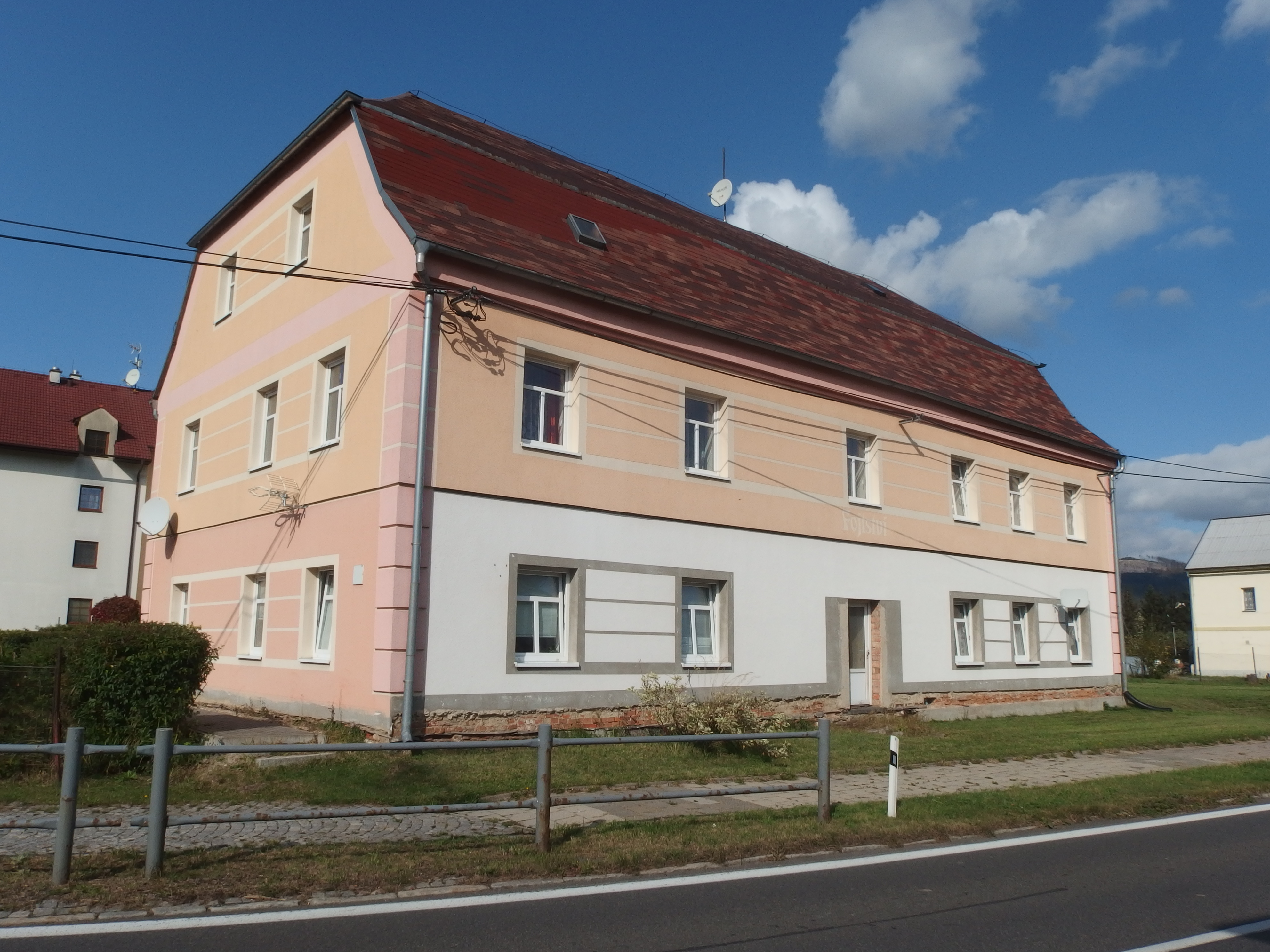
Bývalé šoltéství
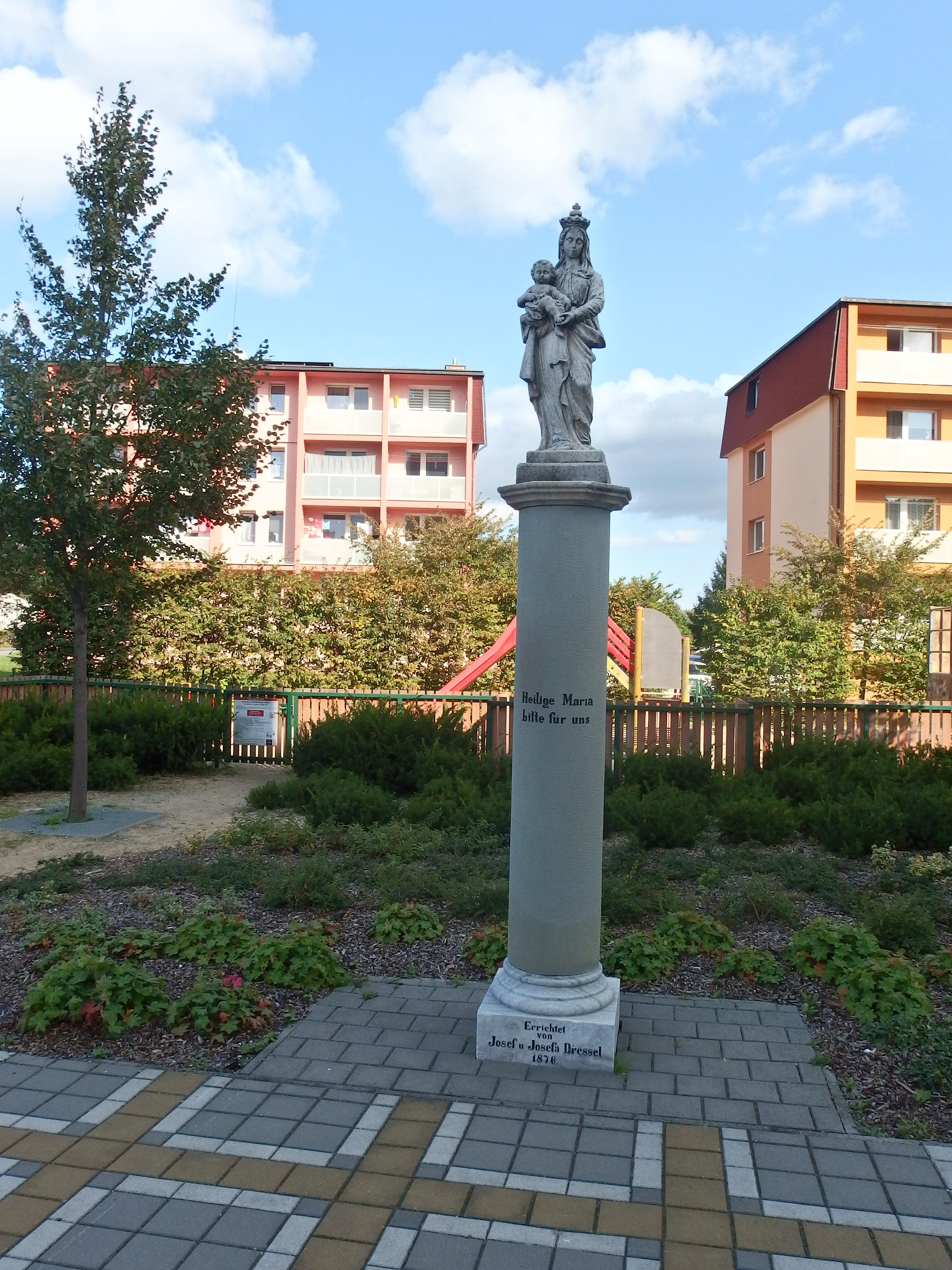
Sloup se sochou Panny Marie
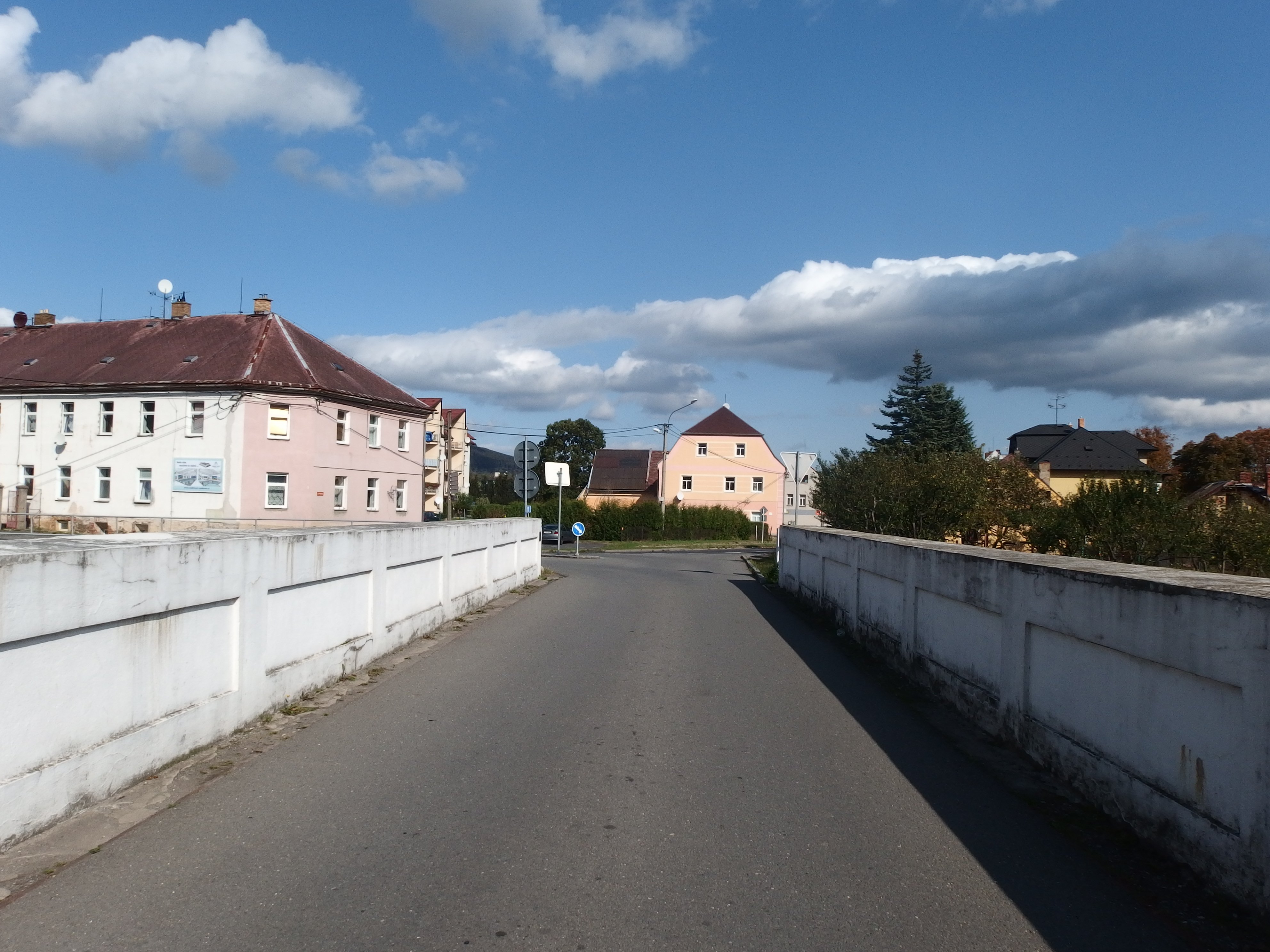
Most přes řeku Bělou
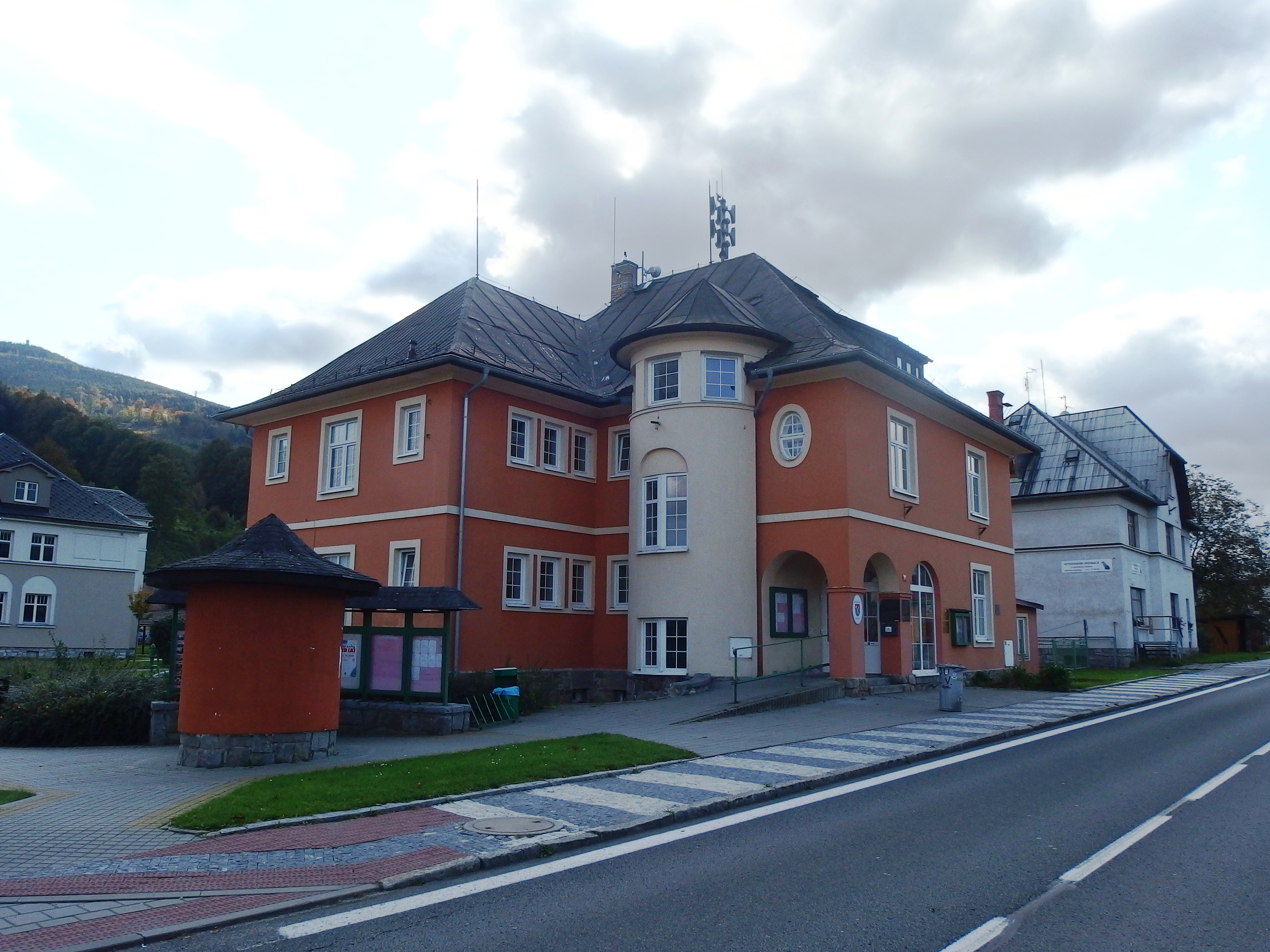
Obecní úřad
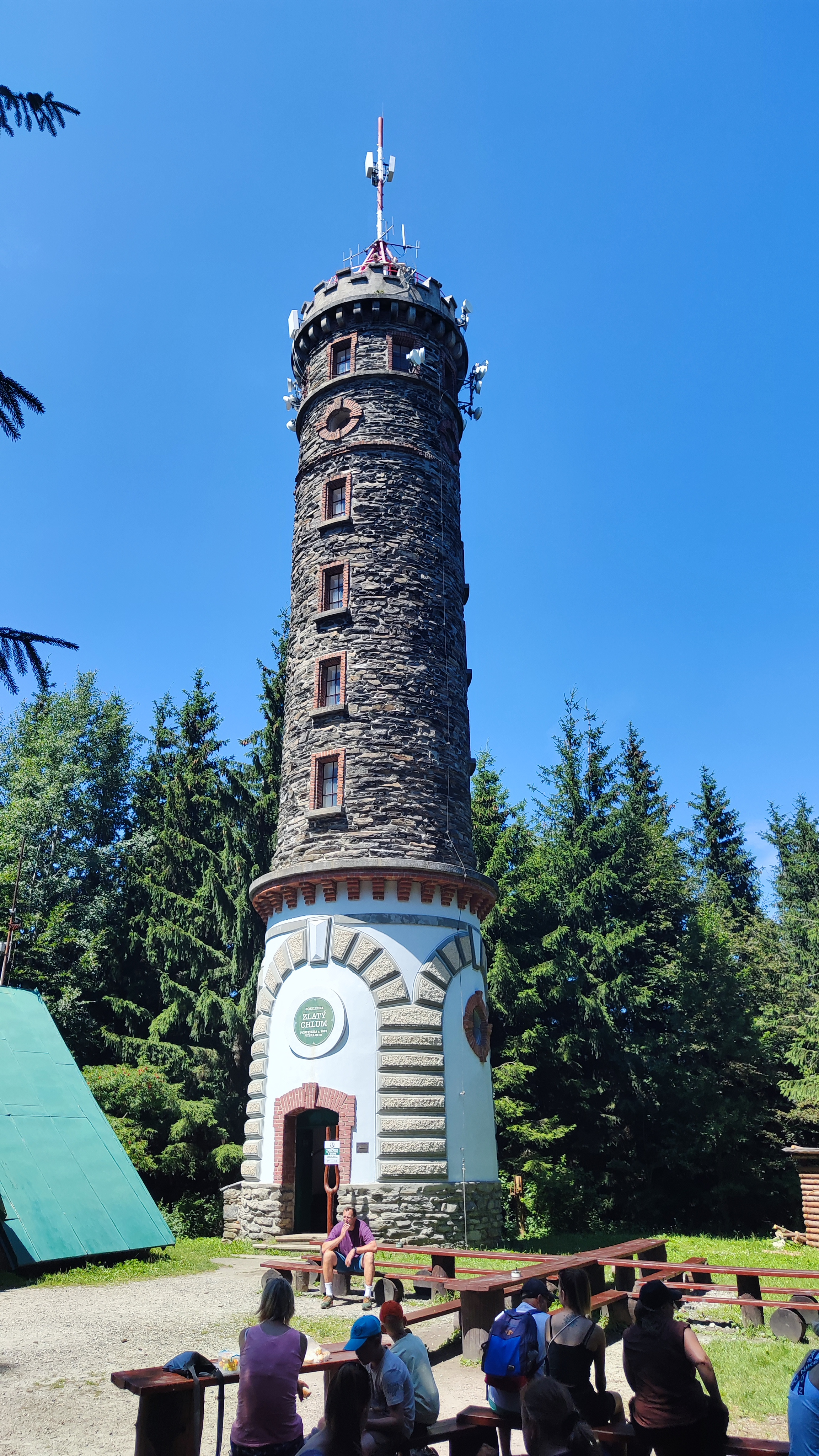
Rozhledna Zlatý chlum

### Přírodní památky
- památné stromy: javor u Zbránků (skácen rodinou Zbranků v roce 2018),[24][25] klen nad Českou Vsí,[26] dva duby letní[27][28]

Na území České Vsi zasahují i:
- Chráněná krajinná oblast Jeseníky
- Ptačí oblast Jeseníky (pro jeřábka lesního a chřástala polního)
- Evropsky významná lokalita Rychlebské hory - Sokolský hřbet

## Školství
V obci se nacházejí dvě mateřské školy (na ulicích Holanova a Jesenická) a základní škola nižšího i vyššího stupně (1.–9. ročník).

## Významné osobnosti
V obci se narodil zakladatel lázní v Lipové Johann Schroth (1798–1856).
Nebo také česká profesionální florbalistka Jitka Procházková (* 1993).